# Romances (album)
Pour les articles homonymes, voir Romances.
Albums de Kaada/Patton
Live
(2007)
Romances est le premier album issu de la collaboration entre le chanteur et musicien expérimental américain Mike Patton et le compositeur d'avant-garde norvégien John Erik Kaada. Sanctionnant un travail en commun des deux artistes entre 2002 et 2004, il est inspiré par Gustav Mahler, Frédéric Chopin, Brahms et Liszt et inclut de nombreuses sonorités typiques des musiques de film, dont Kaada est par ailleurs un spécialiste. Les titres des chansons sont tirés de chansons françaises du XVIIIe siècle.

## Titres
1. Invocation (2:53)
2. Pitié Pour Mes Larmes (5:31)
3. Aubade (11:17)
4. L'absent (3:04)
5. Crépuscule (4:10)
6. Viens, Les Gazons Sont Verts (6:59)
7. Seule (2:58)
8. Pensée des Morts (4:37)
9. Nuit Silencieuse (3:19)

## Personnel
L'album est joué et mixé par Kaada et Patton; la production est de Kaada.
Musiciens additionnels :
- Øyvind Storesund – Contrebasse
- Geir Sundstøl - steel guitar sur piste 2
- Erland Dahlen batterie sur piste 3
- Gjertrud Pedersen - clarinette basse sur piste 1
- Børge Fjordheim – batterie sur piste 8.